# Listen Up!
Listen Up! var en amerikansk TV-serie om totalt 22 avsnitt med skådespelaren Jason Alexander i huvudrollen. Han var också exekutiv producent för serien. Det sista avsnittet visades på CBS i USA den 25 april 2005., därefter lades serien ner på grund av för låga tittarsiffror och för höga kostnader.